# Rhacophorus marmoridorsum
Espèce
Rhacophorus marmoridorsum est une espèce d'amphibiens de la famille des Rhacophoridae.

## Répartition
Cette espèce est endémique du Viêt Nam. Elle a été découverte dans les hauts plateaux de la province de Gia Lai à environ 1 100 m d'altitude.

## Publication originale
- Orlov, 2008 : Description of a New Species of Rhacophorus Genus (Amphibia: Anura: Rhacophoridae) from Kon Cha Rang Area (Gia Lai Province, Vietnam). Russian Journal of Herpetology, vol. 15, no 2, p. 134.